# たしろさやか
たしろ さやか（1985年9月9日 - ）は、日本のタレント、グラビアアイドル。愛知県名古屋市出身。フリーランス。2017年3月まで田代 さやか（読み同じ）名義で活動し、ホリプロに所属していた。

## 略歴
名古屋市立北高等学校卒業。日本ボーイスカウト愛知連盟名古屋第49団で活動していた。
ダンスを習うために上京。所属していたダンススクールの講師が、ホリプロの社員と知り合いで、スフィアリーガーのチームに勧誘されたことが芸能界デビューのきっかけ。元々は松雪泰子に憧れて女優を目指していた。
2004年から芸能人女子フットサルチーム「XANADU loves NHC」に所属していた。背番号は「99」（入団時は「17」でその後「6」に変更）。2008年12月に中村真弓が退団してからはゴレイロにコンバートされた。
2008年1月15日、『MIDTOWN TV』（GyaO）の「城咲仁と磯山さやかの極めみち」に磯山さやかの代役として出演し、初のMCを務める。
ゴッドタンの「第6回M女オーディション」に出場したことがある。

## 人物
愛称は「ターシャ」で、ラジオ『しゃかりきラジオ』での募集によって決まった。筋肉が付きやすい体質に対して、あびる優に「ビルダー」というあだなを付けられたことがあるが本人は嫌がっている。親しい人の前での一人称は「さやか」。30代からは周囲の影響で、自分を「さや」「さーや」と呼ぶようになった。
胸が大きいというだけで遊んでいると判断されたりすることに憤慨し、結婚するまで処女を守っていくことで、そうではないということをアピールしたいという。
スタイルの維持にジムで水泳をしている。負荷を掛けてのトレーニングを行うとすぐに筋肉が付きやすい体質から、グラビアアイドルとしてはあまり好ましくないため、との理由である。実際、グラビア撮影においてあるポーズをとったら筋肉がはっきり写ってしまいNGとなった経験がある。
競艇のギャンブルが得意であり、『BOAT RACEライブ 〜勝利へのターン〜』（BSフジ）ではレギュラー出演している。

## 出演

### 映画
- かにゴールキーパー（2006年5月27日公開、BBMC、監督:河崎実） - 悦子 役[4]
- ピューと吹く!ジャガー THE MOVIE（2008年、原作：うすた京介、監督：マッコイ斉藤） - ジュライファン 役
- 実写版 18倫（2009年4月17日公開、ティーエムシー、原作:松本タカ、監督:城定秀夫） - 池内倫子 役 （初主演）[5]
- 実写版 18倫 アイドルを探せ!（2010年1月23日公開、ティーエムシー、原作:松本タカ、監督:城定秀夫） - 池内倫子 役[6]
- ケータイ小説家の愛（2009年5月23日公開、エースデュース、原作:シュウ、監督:金子功） - 愛 役（撮影はこちらの方が先である）[7]
- キシメンちゃん（2010年12月11日公開、ナゴヤメン・コンソーシアム、監督:城定秀夫） - キシメンちゃん 役（主演） ※ミュージカル ファンタジー[8]
- ハイブリッド・バトル プリウスVSインサイト（2010年、クロックワークス、監督:小美野昌史[9][10]
- くそガキの告白（2012年6月30日公開、SUMIDA制作所、監督:鈴木太一） - 木下桃子 役（ヒロイン）[11]
- 麦子さんと（2013年12月21日公開、ファントム・フィルム、監督:吉田恵輔） - やまだ（麦子の同僚） 役[12]
- 原宿デニール（2015年5月16日公開、NBCユニバーサル・エンターテイメント、監督:タカハタ秀太） - ガールズバー店員 役 [13]
- それも恋（2016年、?、監督:今野雅夫）※短編作品[14]
- エッシャー通りの赤いポスト（2021年12月25日公開、ガイエ、監督:園子温）[15][16]
- おじドル，ヤクザ（2022年1月22日公開、トリプルアップ、監督:大川裕明）[17]

### テレビドラマ
- 水曜ミステリー9（テレビ東京）
  - 『刑事吉永誠一 涙の事件簿5・約束の指切り』（2007年1月24日） - 赤峰美穂 役
  - 『嘘の証明 犯罪心理分析官・梶原圭子3』（2013年10月23日） - 宏子 役
  - 『横山秀夫特別企画 永遠の時効』（2014年6月25日） - 赤坂唯 役
- 和田アキ子殺人事件（2007年2月12日、TBS・月曜ゴールデン） - グラビアアイドル 役
- 私の頭の中の消しゴム（2007年3月13日、日本テレビ・火曜ドラマゴールド） - 弥生 役
- 蒼い瞳とニュアージュ（2007年11月25日、WOWOW・ドラマW） - 紗希 役
- 刑事シュート しゅうと&ムコの事件日誌 第1作（2008年10月20日、TBS・月曜ゴールデン） - 山下美晴 役
- Room Of King（2008年10月11日、フジテレビ)
- 夏の恋は虹色に輝く 第1話（2010年7月19日、フジテレビ）
- おくさまは18歳（2011年3月27日 - 12月22日、フジテレビTWO・西川貴教主演ドラマ）
- 金曜プレステージ（フジテレビ）
  - 「山村美紗サスペンス・小京都連続殺人事件 第1作 〜スパイスは復讐の味〜」（2012年5月4日） - 近藤可奈子 役
  - 「西村京太郎サスペンス・十津川刑事の肖像 第6作 銚子電鉄六・四キロの追跡」（2012年9月7日） - 岡本亜紀 役
  - 「外科医 鳩村周五郎 第13作 止まったら死ぬ…！恐怖の仕掛けを身体に埋め込まれた男たちの共通点は？国民的人気キャスターと共に周五郎は謎に包まれたある“団体”に迫る！」（2014年7月4日） - 智恵子 役
- 予告編ビギンズ（2013年1月2日、フジテレビ）
- ミエリーノ柏木 第8・9・10話（2013年3月1日・8日・15日、テレビ東京） - 田代 役
- みんな!エスパーだよ! 第5話 まさかの大号泣!? 母の想いを感じとれ、大作戦！（2013年5月10日、テレビ東京） - マリコ 役
- 魔法★男子チェリーズ（2014年6月21日 - 9月27日、テレビ東京） - 水道橋アケミ 役
- 大河ドラマ 花燃ゆ（2015年1月4日 - 12月13日、NHK）第28・29・32話に出演
- みんな!エスパーだよ!番外編 〜エスパー、都へ行く〜（2015年4月3日、テレビ東京）
- 三匹のおっさん2〜正義の味方、ふたたび!!〜 第6話 三匹のおっさん vs 恐怖のピアニス（2015年5月29日、テレビ東京） - 田坂（さつきオーケストラのトランペット担当） 役
- 大河ドラマ 花燃ゆ 総集編 3「女たちの園」（2015年9月23日、NHK）
- 湯けむりバスツアー 桜庭さやかの事件簿 7（2016年5月23日、TBS・月曜名作劇場） - 藤崎千尋 役
- 惑星スミスでネイキッドランチを（2021年4月6日 - 6月29日、サンテレビ） - 瞳（SMクラブ「グラナダ」女王様） 役
- ライ麦畑でGIGをして（2023年12月26日 - 12月28日、サンテレビ）

### バラエティ番組 ほか
（太字はレギュラー出演中）
- スッキリ!!（スッキリ@ガーデン）（日本テレビ）
- アミューズメントミューズ1/3娘（日本テレビ）
- さまぁ〜ずげりらっパ（2006年10月 - 2008年9月、メ〜テレ）
- 晴れどきドキ晴れ（2007年1月 - 12月、CBC）- ディズニー担当リポーター
- 関口さんII（テレビ埼玉）
- MUSIC BARパロパロ（2007年4月 - 2009年3月、テレビユー福島）
- まるナツ2007
- クイズ!ヘキサゴンII（2007年8月8日、フジテレビ）
- 浜ちゃんと!（読売テレビ）
- 美しき青木・ド・ナウ（テレビ朝日）
- MIDTOWN TV月曜 スピードワゴンのナカ出し（2007年9月3日 - 10日、GyaO）
- MIDTOWN TV火曜 城咲仁と磯山さやかの極めみち（2007年11月20日 - 27日、GyaO）
- 2008年!アイドルマニアが選ぶ!必ずブレイクするアイドル（2007年12月28日、日本テレビ）
- 伊集院光のばんぐみ（BS11）
- Goro's Bar（2008年2月21日、28日、TBS）- ゲスト
- モバポスGREAT（2008年3月12日、日本テレビ）- ゲスト
- ドライブ A GO!GO!（2008年7月20日、11月2日　テレビ東京）- ゲスト
- 21世紀エジソン（2008年8月26日、9月2日、TBS）- ゲスト
- 草野☆キッド（2008年9月2日、9日、テレビ朝日）- 磯山さやかと共にゲスト
- ドスペ2「ギラギラいよいよスタート!ホスト目指してセクシーバトルスペシャル」（2008年10月11日、テレビ朝日）
- ジャイケルマクソン（2008年10月15日、毎日放送）「前代未聞!ガチンコ公開オーディション!!」
- カンゴロンゴ（2008年12月14日、NHK）
- アイドル@deep（2009年1月18日 - 、テレビ神奈川）
- バラエティー生活笑百科（2009年1月31日、NHK）- ゲスト
- 草野☆キッド（2009年2月17日、8月26日、テレビ朝日）
- 勝利の女神4（2009年5月 - 、チバテレビ）
- 今夜もドル箱（2009年5月26日、9月29日、テレビ東京）
- Goroプレゼンツ マイ・フェア・レディ（2009年9月9日、TBS）
- オレワン（2009年12月29日、フジテレビ）
- 現地調達!クイズ捜索バラエティ くるくるアース（2010年3月26日、テレビ東京） -  庄司智春（品川庄司）と共にレポーター
- 所さんの学校では教えてくれないそこんトコロ!（2010年4月23日、10月29日、テレビ東京）
- 逆流!シラベルトラベル（2010年4月26日、テレビ東京）
- 世界七大ミステリー 人体の奇跡スペシャル2（2010年10月1日、テレビ東京）- レポーター
- 資格☆はばたく（2011年5月・7月・9月・11月・2012年1月・3月、Eテレ）- 福島和可菜と交互にレポーター
- ハッピーナビ（2011年6月 - 、JCNチャンネル）
- BOAT RACEライブ 〜勝利へのターン〜（2011年4月、BSフジ）
- 田代県立小島高校（2011年5月20日 - 2017年6月末、アイドル専門チャンネルPigoo）
- 女神降臨 #22（2011年7月24日、MONDO TV）
- 東海ふるさとタイム（2012年10月 - 、にっぽんケーブルチャンネル）
- 伊集院光のばらえてぃーばんぐみ（東名阪ネット6）
- 補欠ヒーローMEGA3（2014年5月 - 8月、NHKワンセグ2） - メアリー 役（声の出演） ※ミニチュア人形による特撮映像
- 土曜スペシャル「激走!トゥクトゥクの旅 関東の“日本の道百選”を制覇せよ」（2014年5月24日、テレビ東京）
- 聞きこみ!ローカル線　気まぐれ下車の旅（BSジャパン）
  - 「近鉄 志摩線の旅」（2014年8月11日）
  - 「三重県〜岐阜県・養老鉄道の旅」（2014年12月22日）
  - 「香川県・高松琴平電気鉄道の旅」（2015年4月20日）
- 女流雀士 プロアマNo.1決定戦 てんパイクイーン（2016年 - 、テレ朝チャンネル2）シーズン3に出場

### CM
- 永谷園「まかせて!野菜のお献立」（2006年8月 - ）
- JAバンクあいち - スプリングキャンペーン（2007年2月 - 3月末）
- DRAMATIC KYOTEI（2008年12月 - ） - 和田アキ子等ホリプロのタレントと共演

### インターネット
- インスピQ - ウェイバックマシン（2006年4月8日アーカイブ分） OCNオリジナルの脳トレできる無料動画番組
- 「どうも、マイニチワ!」（マイニチワワとして）（2008年12月22日 - 2009年3月21日、＠nifty）
- コイカツ　恋愛ノウハウトークライブvol.2（2010年12月30日、マシェリバラエティ　マシェバラ）
- 新春オールスター麻雀大会2019（2019年1月2日 - 3日、AbemaTV）[18]
- 新春オールスター麻雀大会2020（2020年1月2日 - 3日、AbemaTV）[19]※テレビ朝日でも一部放送
- リアル脱衣麻雀（時期不明、刺激ストロングチャンネル）

### 携帯サイト
- アイドルがイッパイ （アイパイ）

### 舞台
- 森の風子（TUFF STUFF × X-QUEST、2008年9月5日 - 7日、シアターアプル）
- なつきとオバケくぬぎ（2010年6月22日 - 27日、アイピット目白）
- こらしめや（2011年10月25日 - 28日・30日、神保町花月）
- 劇団TEAM-ODAC第10回本公演「浮遊するfitしない者達」（2012年7月26日 - 30日、紀伊國屋ホール）
- 三匹の猫と素敵な夜（2012年10月9日 - 14日、神保町花月）
- THE LAST SONG 〜命の行進曲〜（2015年8月15日 - 17日、天王洲銀河劇場）
- ミュージカル『ホス探へようこそ ザ・ファースト』（2016年6月22日 - 26日、横浜O-SITE） - 華子 役
- ミュージカル『ホス探へようこそ 〜ザ・セカンド/アンチ・アレス〜』（2016年8月24日 - 28日、横浜O-SITE） - 小林真美 役

### ラジオ
- スフィアリーガー 朝練スタンバイ （日曜日4:30 - 5:00（土曜日深夜28:30 - 29:00、2006年10月7日 - 、JFN系列各局）
- 田代さやかの『みずうどん（仮）』（2007年10月 - 2008年3月、ラジオアミューズメントパーク 第5期）
- 兵藤ゆき・野村邦丸ブイブイトーク （日曜日16:30 - 17:00（ナイターオフシーズン 16:00-17:00、文化放送）
- MAGICAL SNOWLAND（土曜日18:00 - 21:00、2013年10月5日 - 2014年3月、NACK5）- パーソナリティー

## 出版

### 写真集
- Sa Ya Ya Ka（2006年7月1日、彩文館出版、撮影:斉木弘吉）ISBN 978-4-7756-0132-7
- すぺしゃる（2007年3月2日、彩文館出版、撮影:加納典明）ISBN 978-4-7756-0190-7
- さやぼーぐ（2008年9月4日、リイド社、撮影:可児保彦）ISBN 978-4-8458-3552-2
- たしろさやか 愛の波濤／Kindle版（2021年５月28日、小学館、撮影：西田幸樹）ASIN B095S74BD8
- ただいま、そして、これからも。／電子書籍（2025年５月19日、集英社、撮影：東京祐）ASIN B0F8V1KW5S

### 雑誌
- Bejean 2008年10月号（ジーオーディー）
- Bejean 2009年5月号（ジーオーディー）
- Bejean 2010年3月号（ジーオーディー）
- 決定版XX（2010年12月1日、ミリオン出版）

## 作品

### イメージDVD
田代さやか 名義
- やわらかさやか（2006年6月20日、ラインコミュニケーションズ）[20]
- 田代さやか（2006年9月22日、彩文館出版）[21]
- 田代さやかのワンダフルサッカー（2006年10月27日、ラブロス）
- よくばりさやか（2006年12月22日、竹書房）
- あでやかさやか（2007年2月20日、ラインコミュニケーションズ）[22]
- さいしょ×××（2007年5月25日、リバプール）
- やがて×××（2007年8月24日、リバプール）
- かなた×××（2007年11月22日、リバプール）
- しなやかさやか（2008年2月25日、エアーコントロール）
- ギフト（2008年5月28日、リバプール）
- Stand in（2008年8月29日、リバプール）
- いじりいじられ ぬり…濡られ…（2008年12月19日、リバプール）
- さやDELUXE（2009年4月20日、ラインコミュニケーションズ）[23]
- 湯けむりさやか（2009年4月20日、ラインコミュニケーションズ）[24]
- nori noriさやか（2010年1月29日、イーネット・フロンティア）[25]
- baribariさやか（2010年6月24日、イーネット・フロンティア）[26]
- 甘美なさやか（2010年11月19日、竹書房）
- ゆれゆれさやか（2011年2月20日、ラインコミュニケーションズ）[27]
- おしえてさやか（2012年1月20日、ラインコミュニケーションズ）[28]

たしろさやか 名義
- ただいまさやか（2025年3月10日、ラインコミュニケーションズ）[29]

### 一般DVD
- 島田秀平の恐怖世界 恐怖編（2017年 6月2日、ハピネット）

### CD
- キラキラ♡魔女っ娘♡cluv（P-Vine）2010年2月

オムニバスアルバム参加。初回特典としてコメント入りCDが封入された。
また2010年3月14日に行われた発売記念ライブにも参加した。
- すきすきソング（「ひみつのアッコちゃん」ED）- 田代さやか×dj scotch egg
- ルージュの伝言（「魔女の宅急便」OP）- 田代さやか×真保☆タイディスコ